# 克里斯蒂安·普雷休蒂
克里斯蒂安·普雷休蒂（義大利語：Christian Presciutti，1982年11月27日—），意大利男子水球运动员。他曾代表意大利参加2012年和2016年夏季奥林匹克运动会水球比赛，共收获一枚银牌和一枚铜牌。